# Großrußbach
Großrußbach è un comune austriaco di 2 163 abitanti nel distretto di Korneuburg, in Bassa Austria; ha lo status di comune mercato (Marktgemeinde). Nell'agosto del 1970 ha inglobato il comune soppresso di Kleinebersdorf.

## Geografia
Le comuni catastali sono Großrußbach, Hipples, Karnabrunn, Kleinebersdorf, Weinsteig e Wetzleinsdorf.